# Wilsonville, Illinois
Wilsonville är en ort (village) i Macoupin County i Illinois. Orten har fått sitt namn efter Woodrow Wilson. Vid 2010 års folkräkning hade Wilsonville 586 invånare.